# George Bucci
George P. Bucci Jr., (nacido el 09 de julio de 1953 en Cornwall, Nueva York) es un exjugador de baloncesto estadounidense. Con 1.91 de estatura, su posición en la cancha eran las de base y escolta.

## Trayectoria
- Newburgh Free Academy
- Universidad de Manhattan (1971-1975)
- New York Nets (1975-1976)
- Mens Sana Siena (1977-1984)
- Fortitudo Bologna (1985-1990)
- Montecatini S.C. (1990-1991)
- Mens Sana Siena (1991-1992)